# Mimosa annularis
Mimosa annularis är en ärtväxtart som beskrevs av George Bentham. Mimosa annularis ingår i släktet mimosor, och familjen ärtväxter. Inga underarter finns listade i Catalogue of Life.